# Ragondin

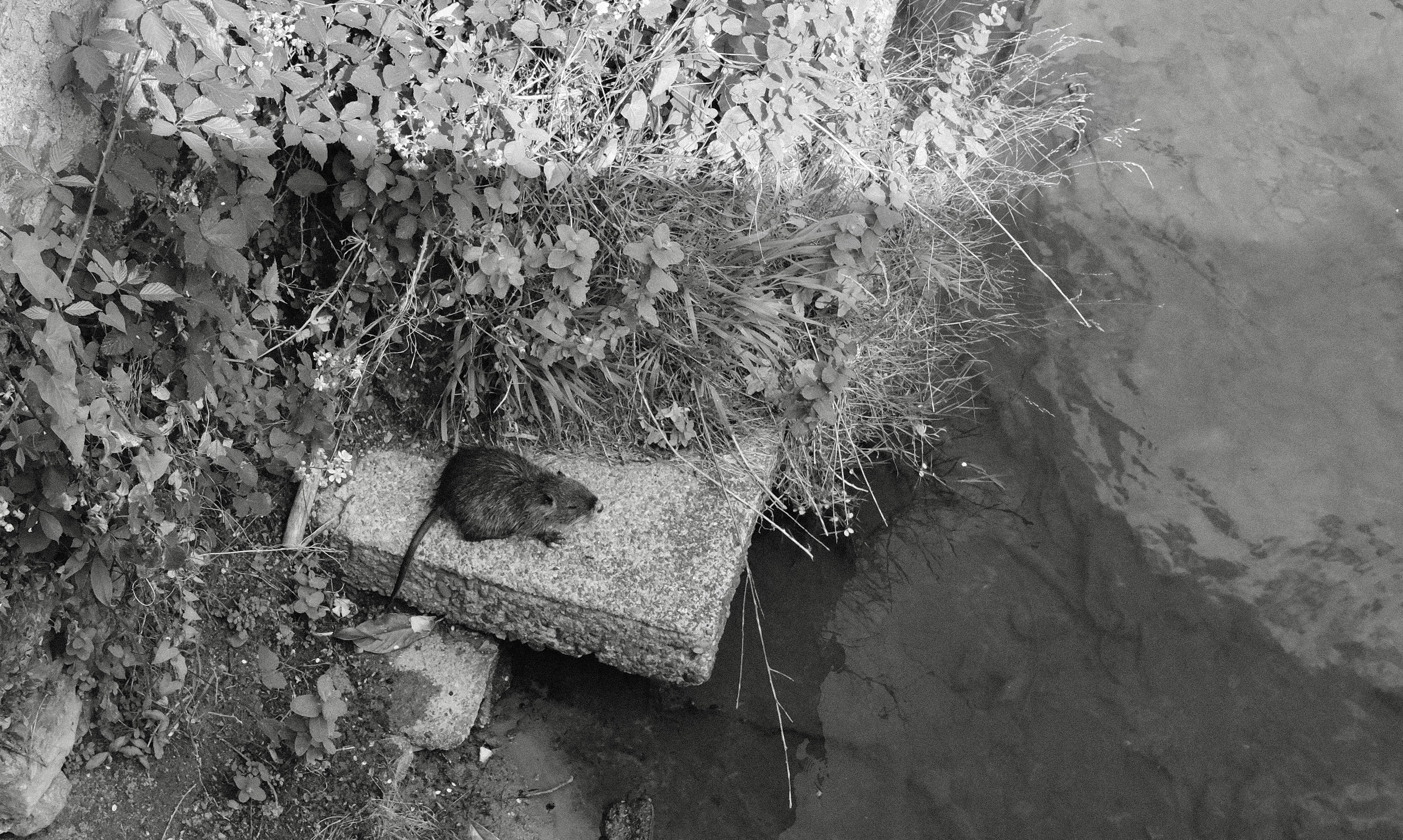
Ragondin sur les rives de la Bave, 285 Quai des Récollets, Saint-Céré, Lot, France

Myocastor coypus
Espèce
Statut de conservation UICN

 LC  : Préoccupation mineure
Le Ragondin  (Myocastor coypus), est une espèce de rongeurs à répartition cosmopolite, appartenant à la famille des Echimyidae , quand il n'est pas encore classé à part dans la famille des Myocastoridae.
Ce  mammifère semi-aquatique, originaire d'Amérique du Sud, s'est naturalisé en Amérique du Nord, en Europe, en Asie, en Afrique de l'Est au XIXe siècle pour l'exploitation de sa fourrure bon marché. Tous les individus présents dans ces régions proviennent à l'origine d'évasions ou de lâchers volontaires.
Du fait des dégâts qu'il cause et de sa prolifération, le ragondin est inscrit depuis 2016 dans la liste des espèces exotiques envahissantes préoccupantes pour l’Union européenne. Cela signifie que cette espèce ne peut pas être importée, élevée, transportée, commercialisée, ou libérée intentionnellement dans la nature, et ce nulle part dans l’Union européenne.

## Dénominations
- Nom vulgaire accepté, recommandé ou typique en français : Ragondin - ragondine [6],[7],[8],[9],[10],[11], qui s'écrivait « rat gondin » jusqu'en 1869[11].
- Noms scientifiques : myopotame (qui signifie en grec « le rat du fleuve »)[7] , myocastor[7],[12],
- Noms vernaculaires locaux (langage courant): nutria[6],[7],[8] (dans les pays russophones, en Argentine et en Italie), coypou[7] (en Amérique latine sauf Argentine), racconda[7]
- Noms se référant improprement à d'autres espèces non apparentées (lièvres, loutres, castors): lièvre des marais[13],[14], castor du Chili[7], castor des marais[7], loutre d'Amérique[12]

## Description
- Masse moyenne : 5-9 kg, en moyenne 7 kg
- Taille : un corps de 40 à 60 cm et une queue de 25 à 45 cm.

De mœurs à tendance crépusculaire et nocturne, il peut avoir une activité diurne non négligeable.
Le froid est un facteur limitant et les hivers rigoureux lui sont fatals. L'organisme du ragondin n'est pas adapté au gel comme celui du castor. Lors d'hivers rigoureux, de nombreux ragondins ont la queue qui gèle, ce qui dégénère en gangrène mortelle.
Le ragondin est reconnaissable à ses quatre grandes incisives rouge-orange.
Il est plus gros que le rat musqué et sa queue a une section arrondie plutôt qu'ovale. Sa queue se différencie également de celle des castors, qui ont une large queue plate.
La présence en nombre du ragondin limite la croissance des rats musqués, réputés plus nocifs que les ragondins.

Morphologie du ragondin
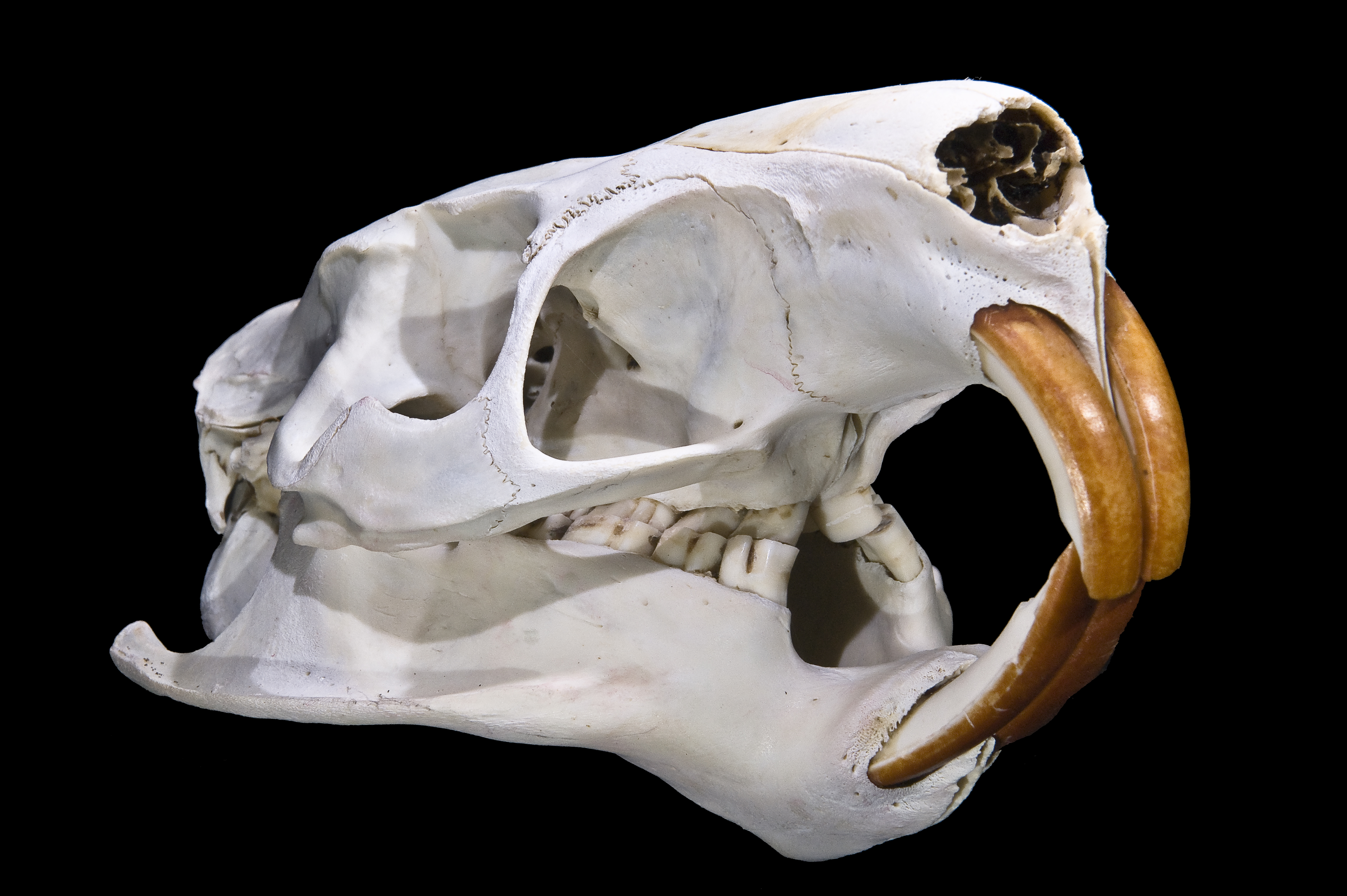
Crâne de ragondin.
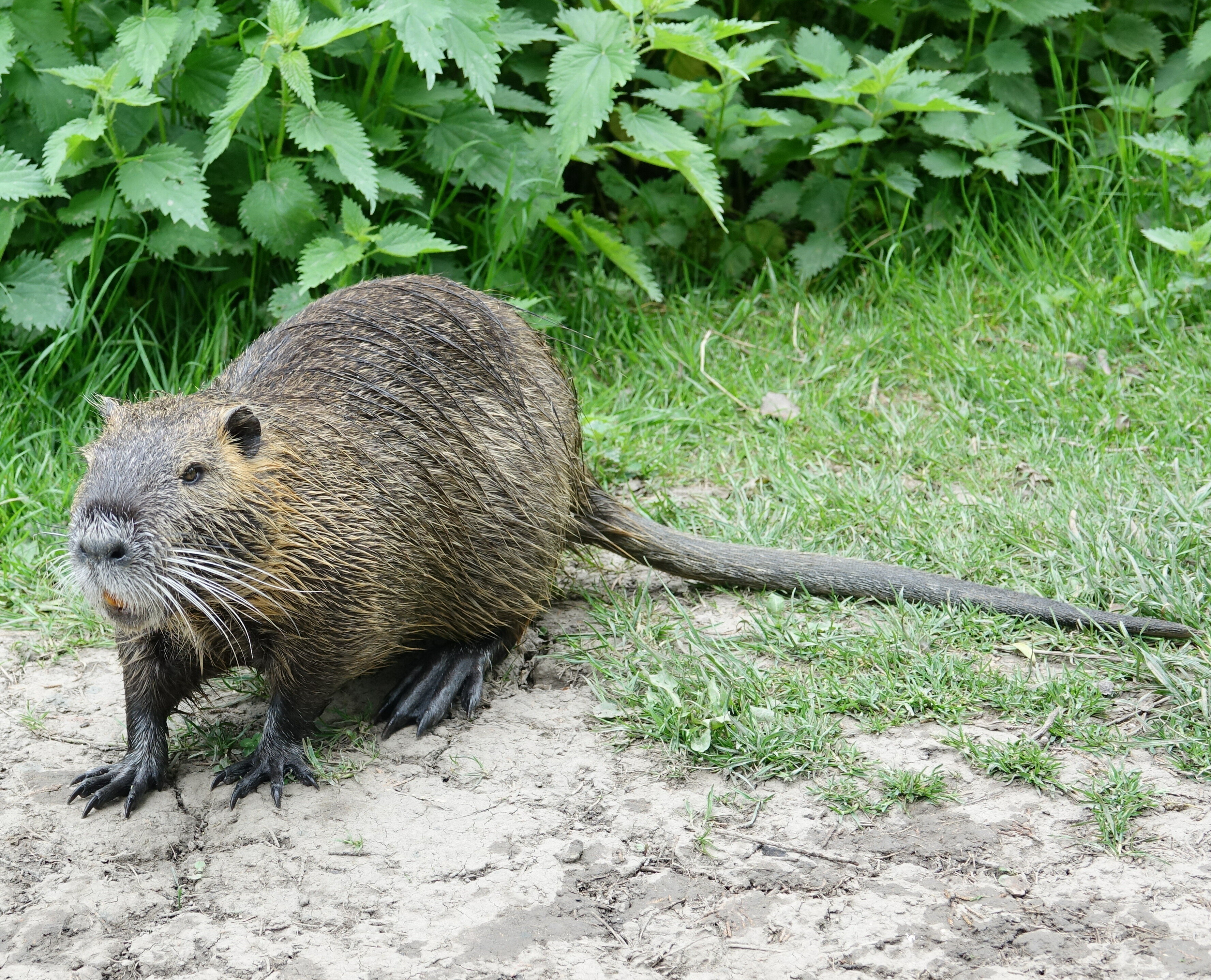
La queue est cylindrique, le museau carré.
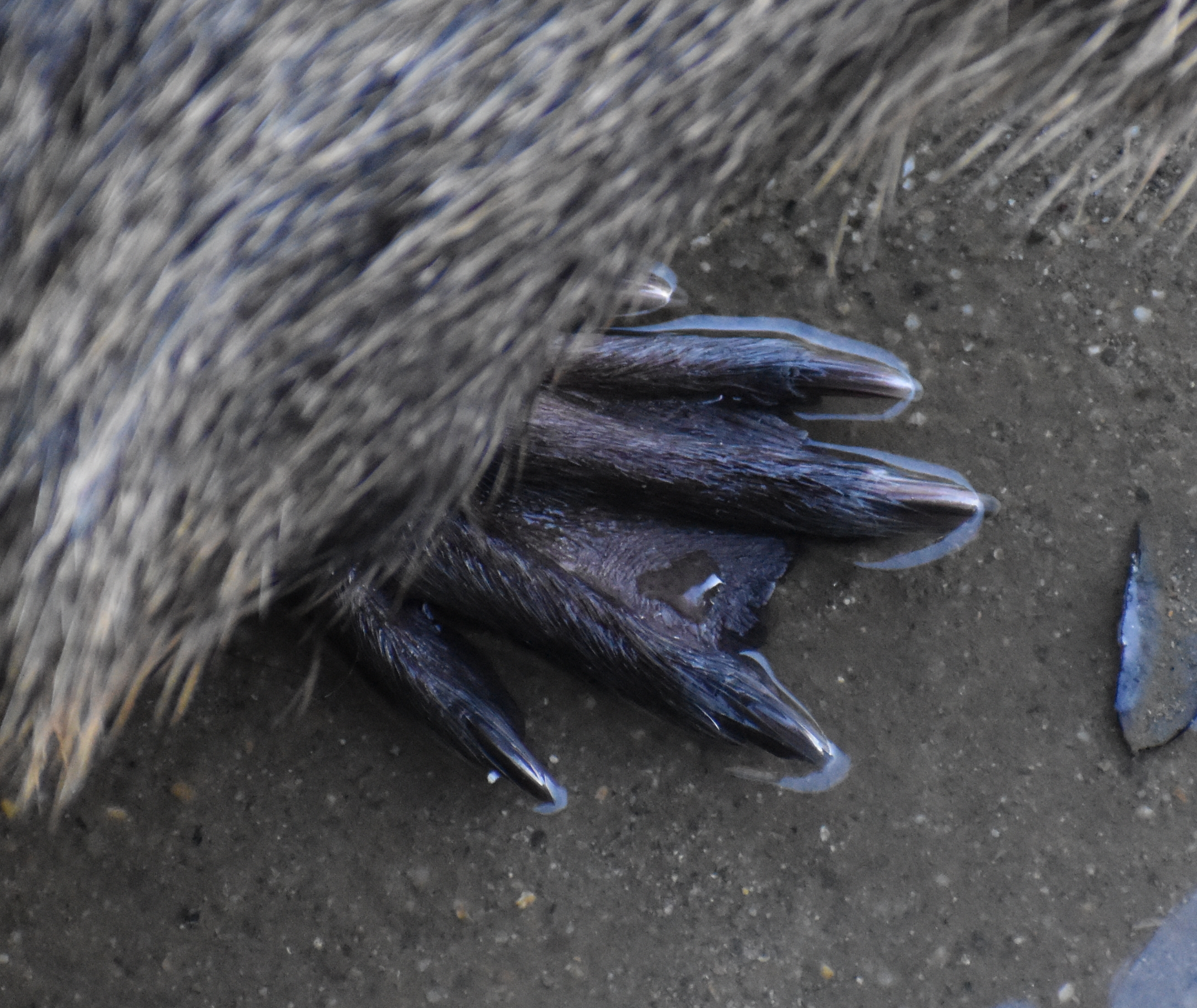
Doigts postérieurs partiellement palmés.
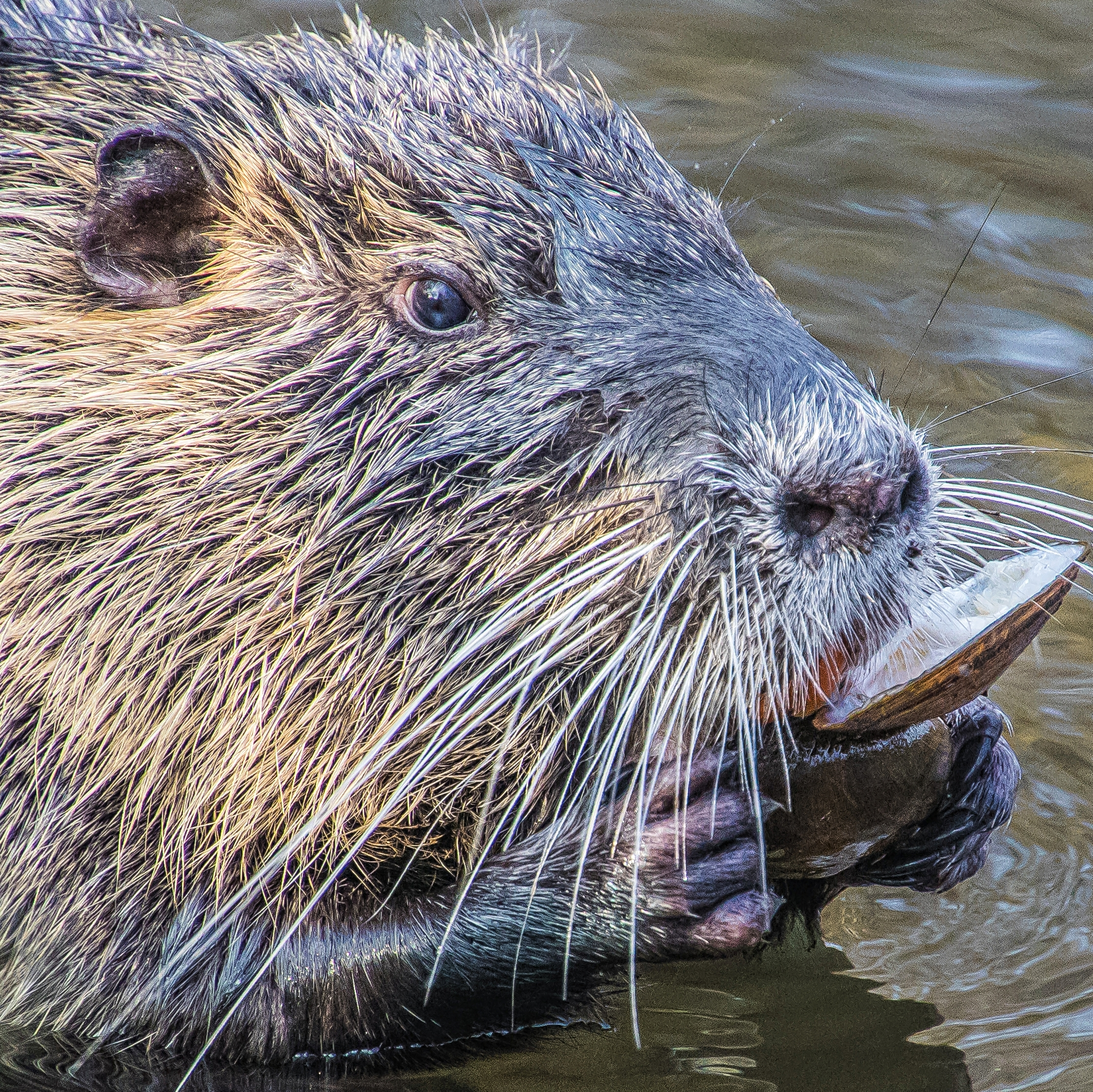
Tête vue de profil.
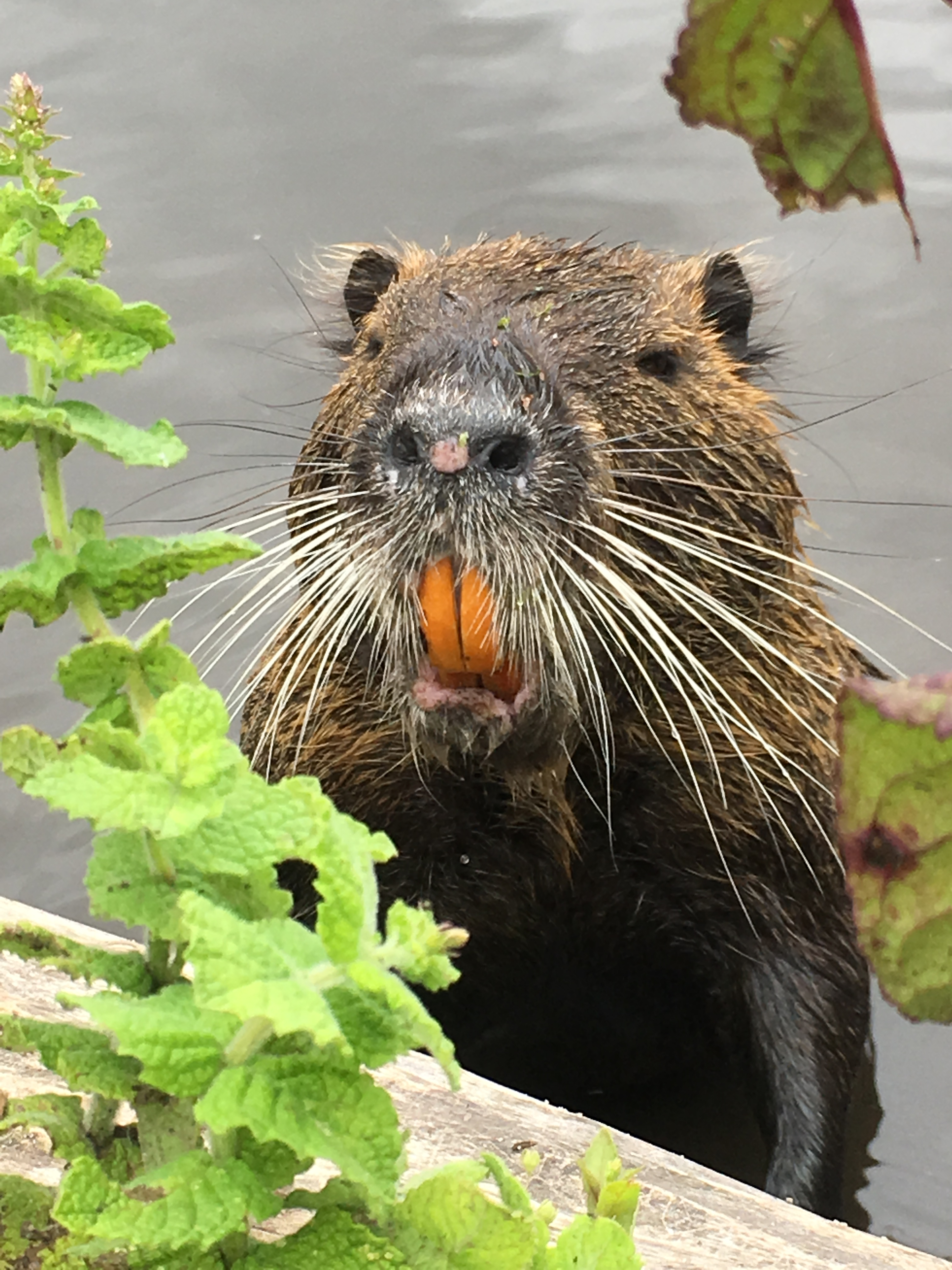
Impressionnante denture orange.
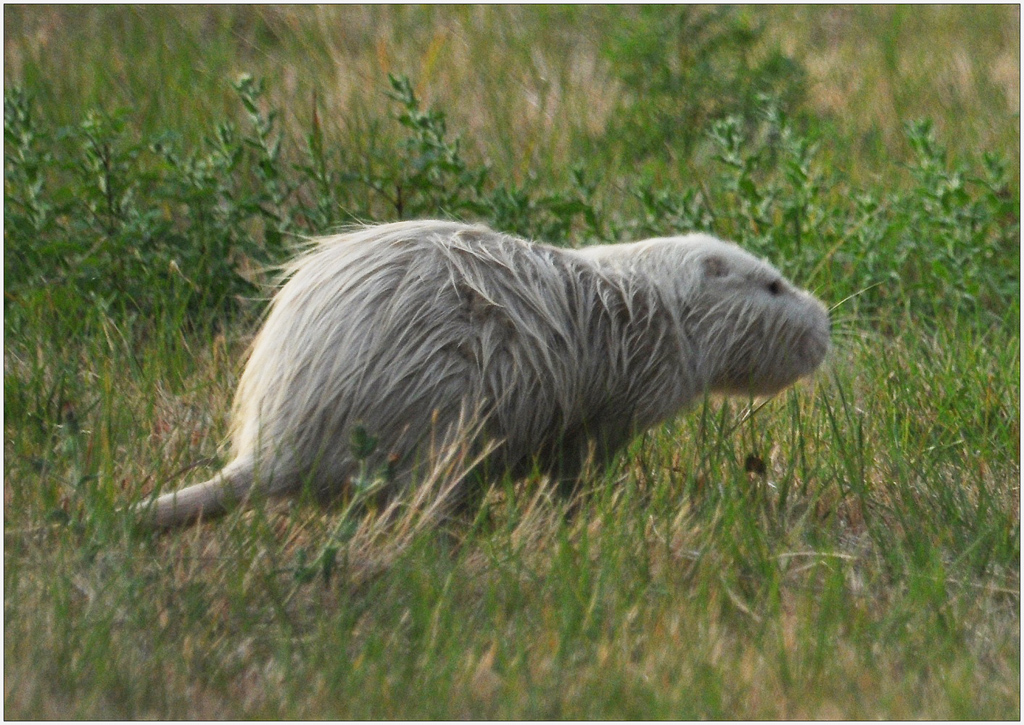
Individu leucistique à Longeville-sur-Mer en Vendée.

## Habitat et comportement

### Habitat
Le ragondin est un animal préférant vivre dans les milieux aquatiques d'eau douce, parfois saumâtre. Aux rivières et fleuves d'Amérique du Sud d'où il provient s'ajoutent désormais tous les réseaux hydrauliques constituant son nouvel habitat dans les pays où il a été introduit : fossés et canaux reliant les marais.
Il creuse un terrier de six à sept mètres le long des berges. Ce terrier possède en général plusieurs entrées, dont une subaquatique. Dans certaines régions à très forte densité de ragondins, et lorsqu'il a à sa disposition un vaste réseau de fossés et canaux, les terriers du ragondin participent à la déstabilisation des berges artificielles. Par la quantité de terre exportée dans l'eau à chaque terrier creusé, le ragondin provoque également l'accélération du comblement des fossés et canaux.
Il arrive qu'il utilise les terriers déjà creusés par le rat musqué, avec qui il entre en concurrence. Il peut également construire des huttes de feuillages.

Ragondin dans son habitat
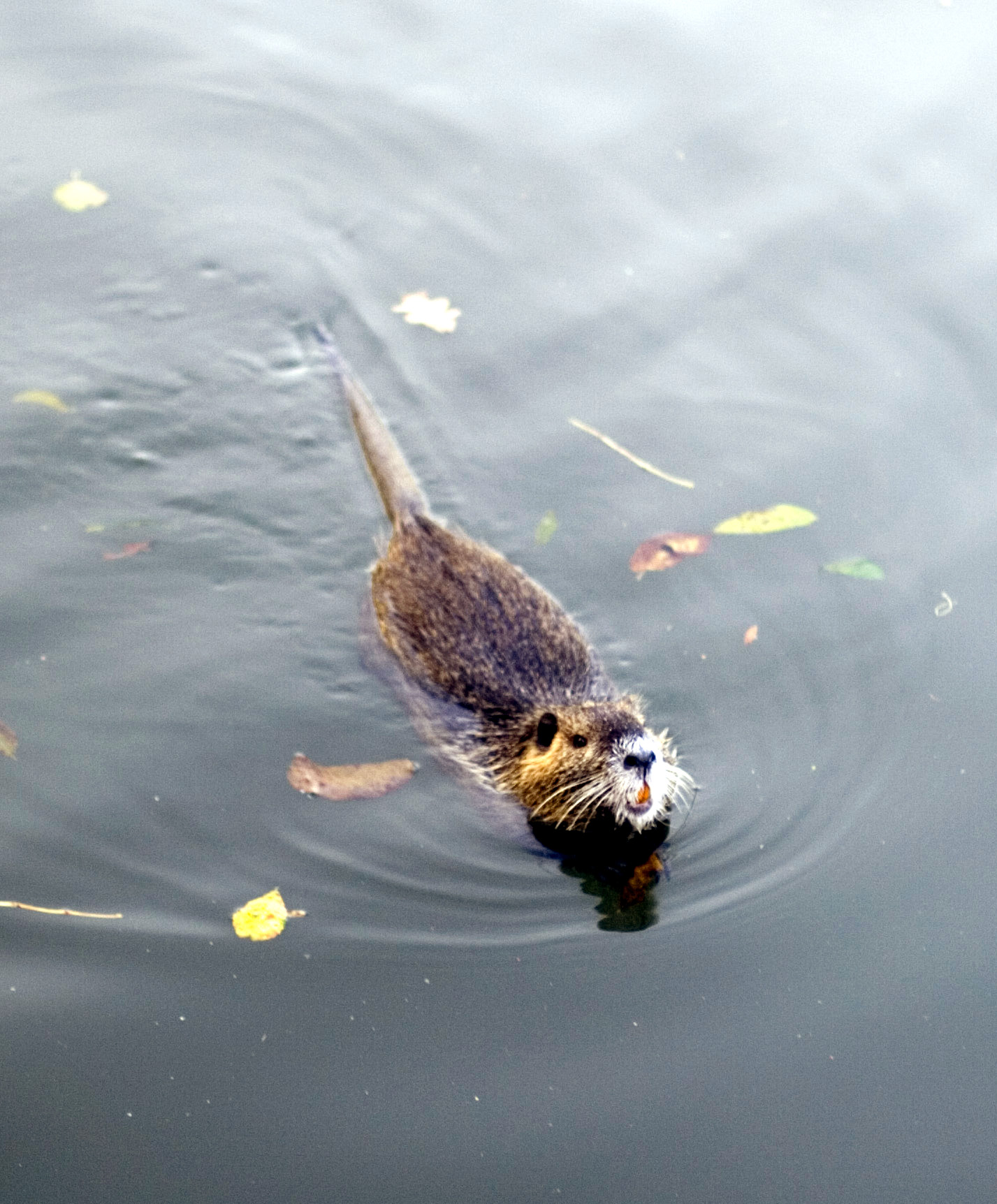
Dans le canal de la Bruche, en Alsace.
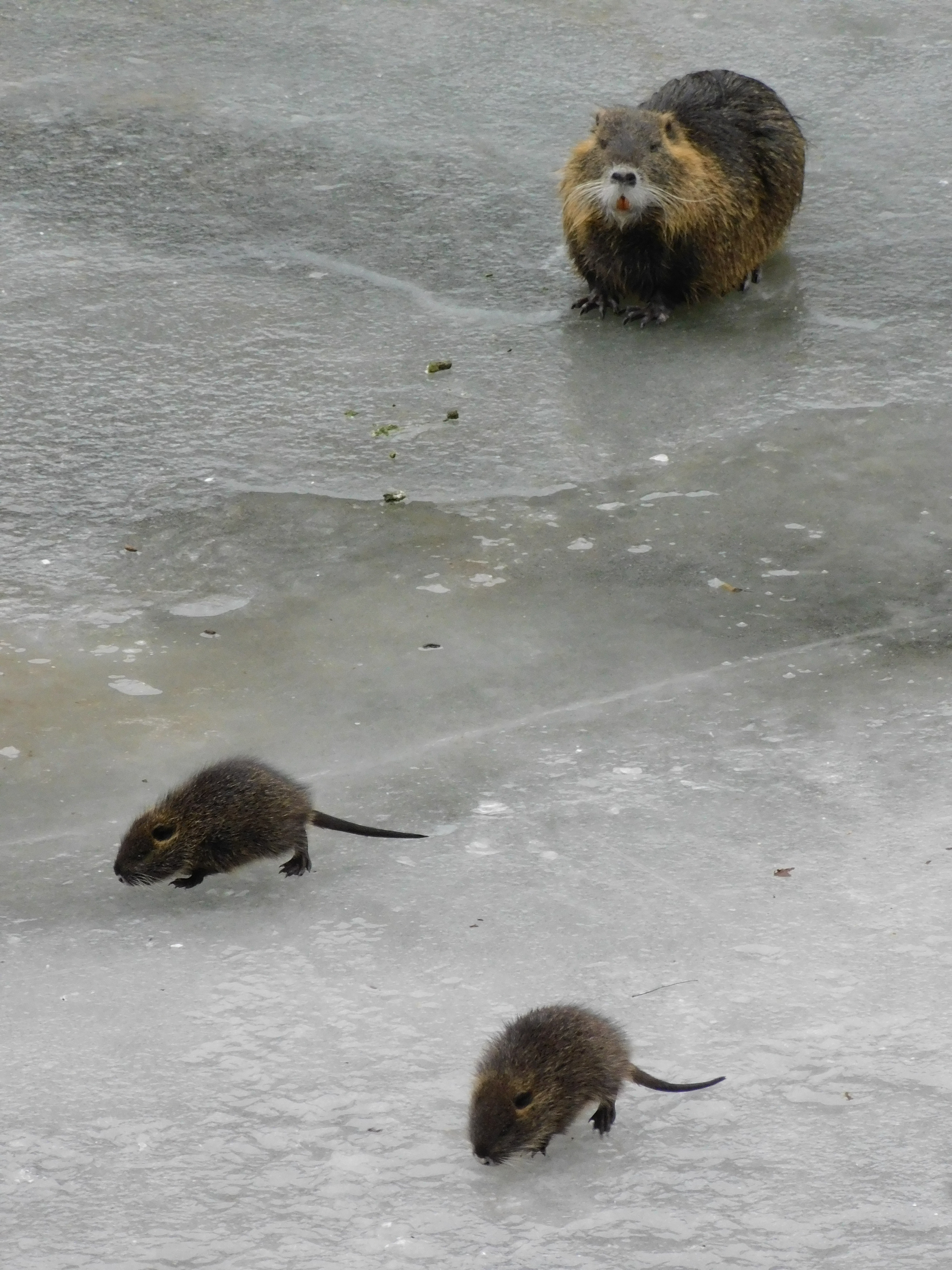
Sur une rivière gelée, en Allemagne.
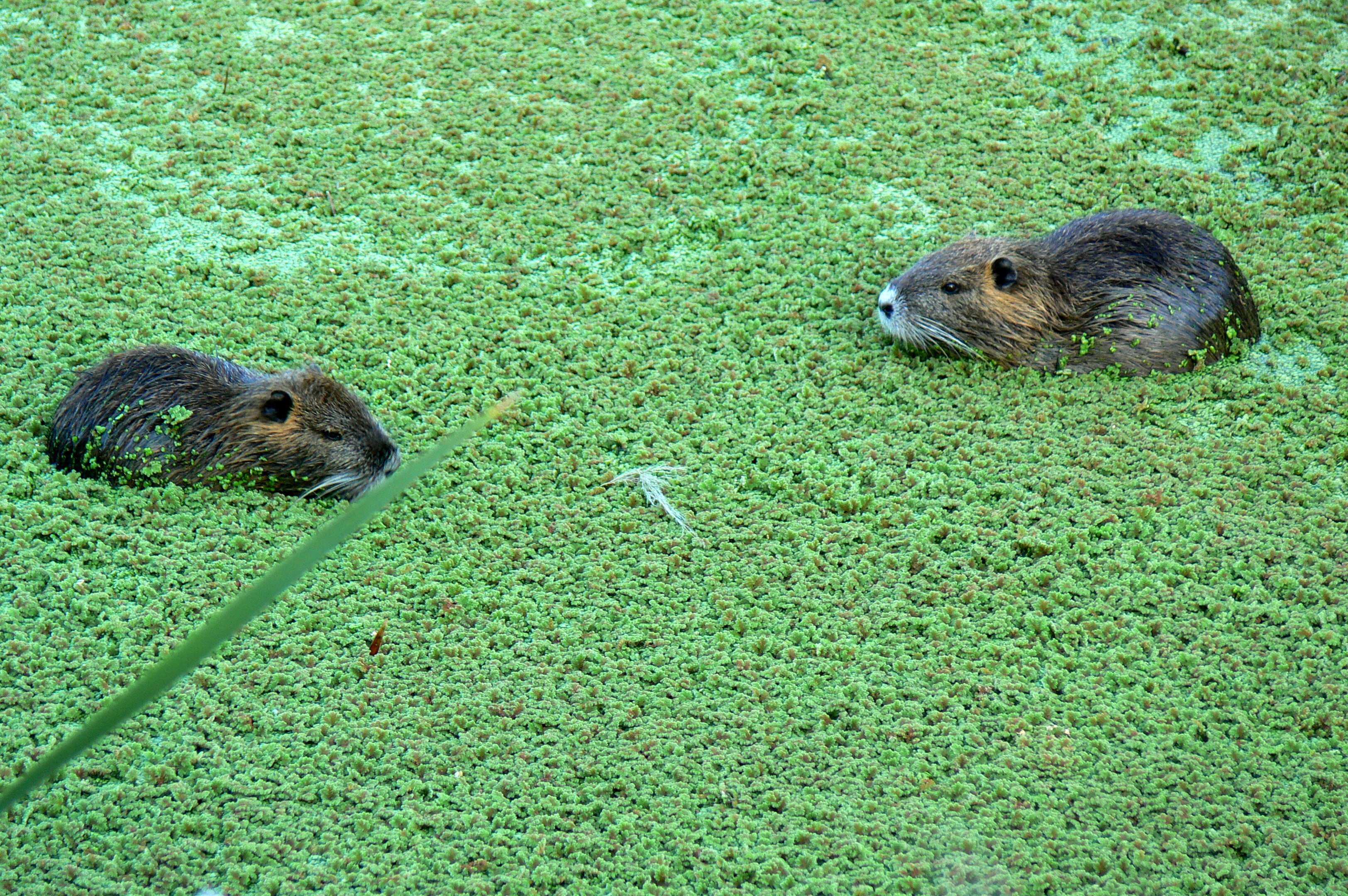
Dans les algues vertes, en Argentine.
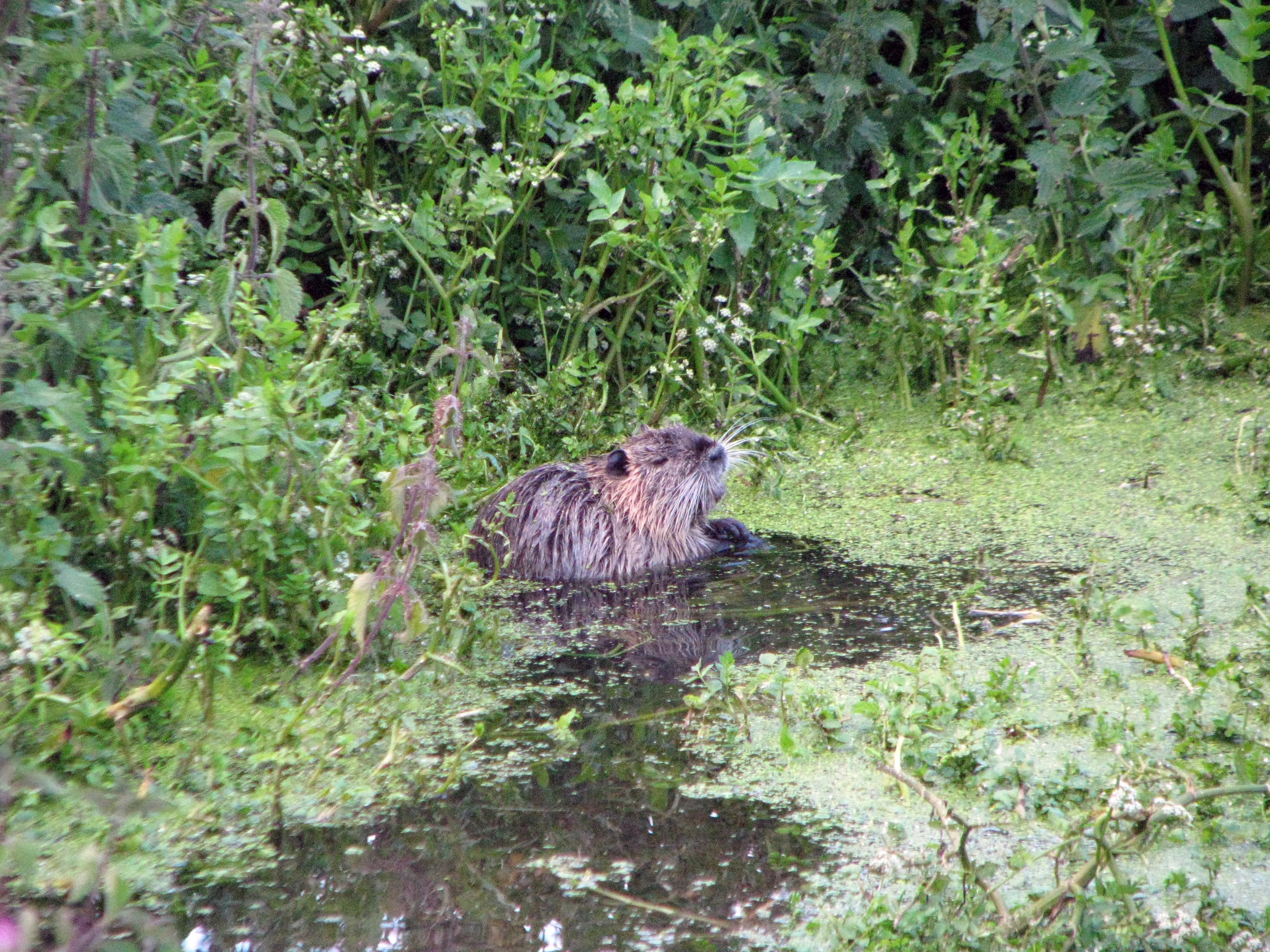
Dans la verdure d'une berge, en Bretagne.
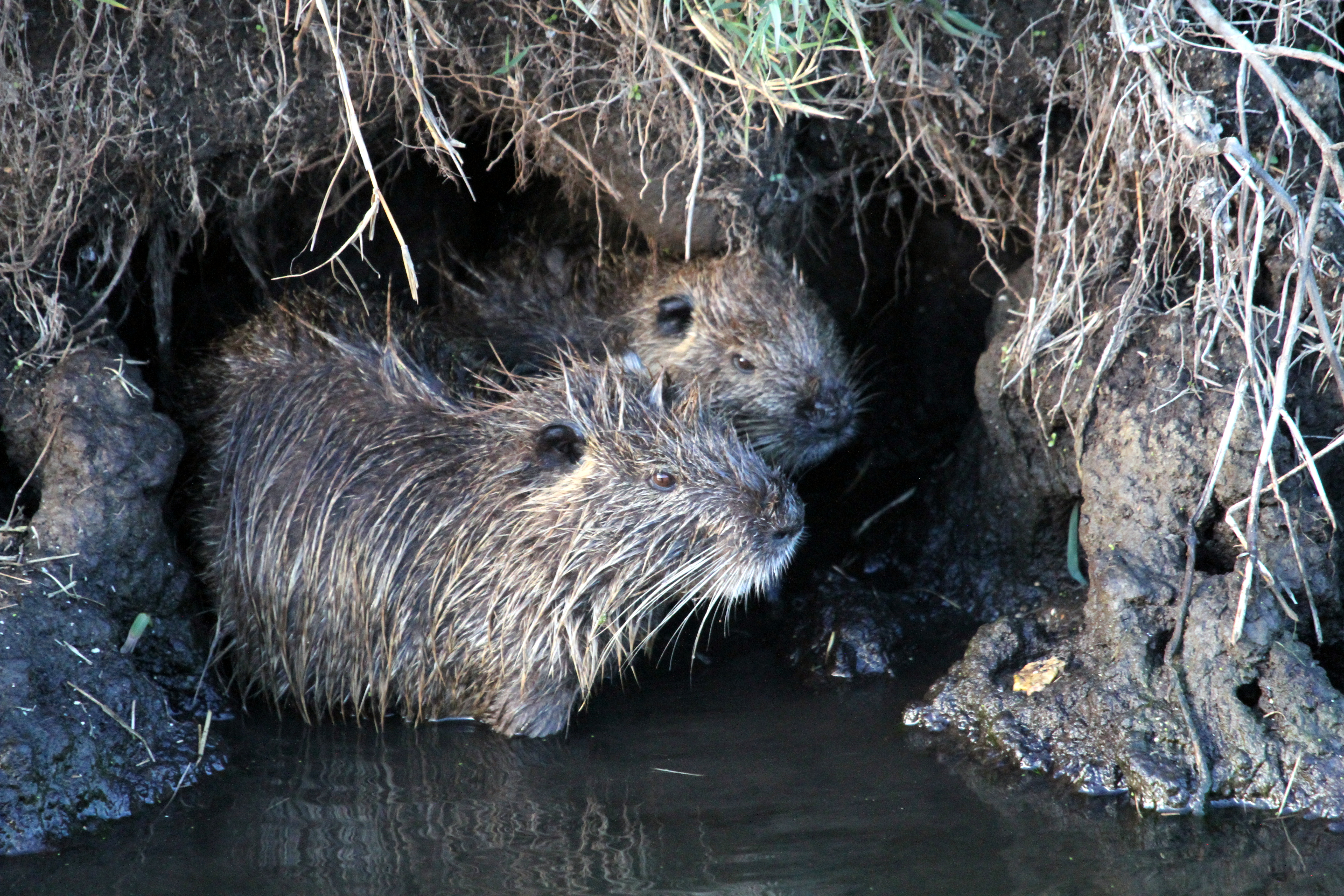
Devant leur terrier, en Israël.
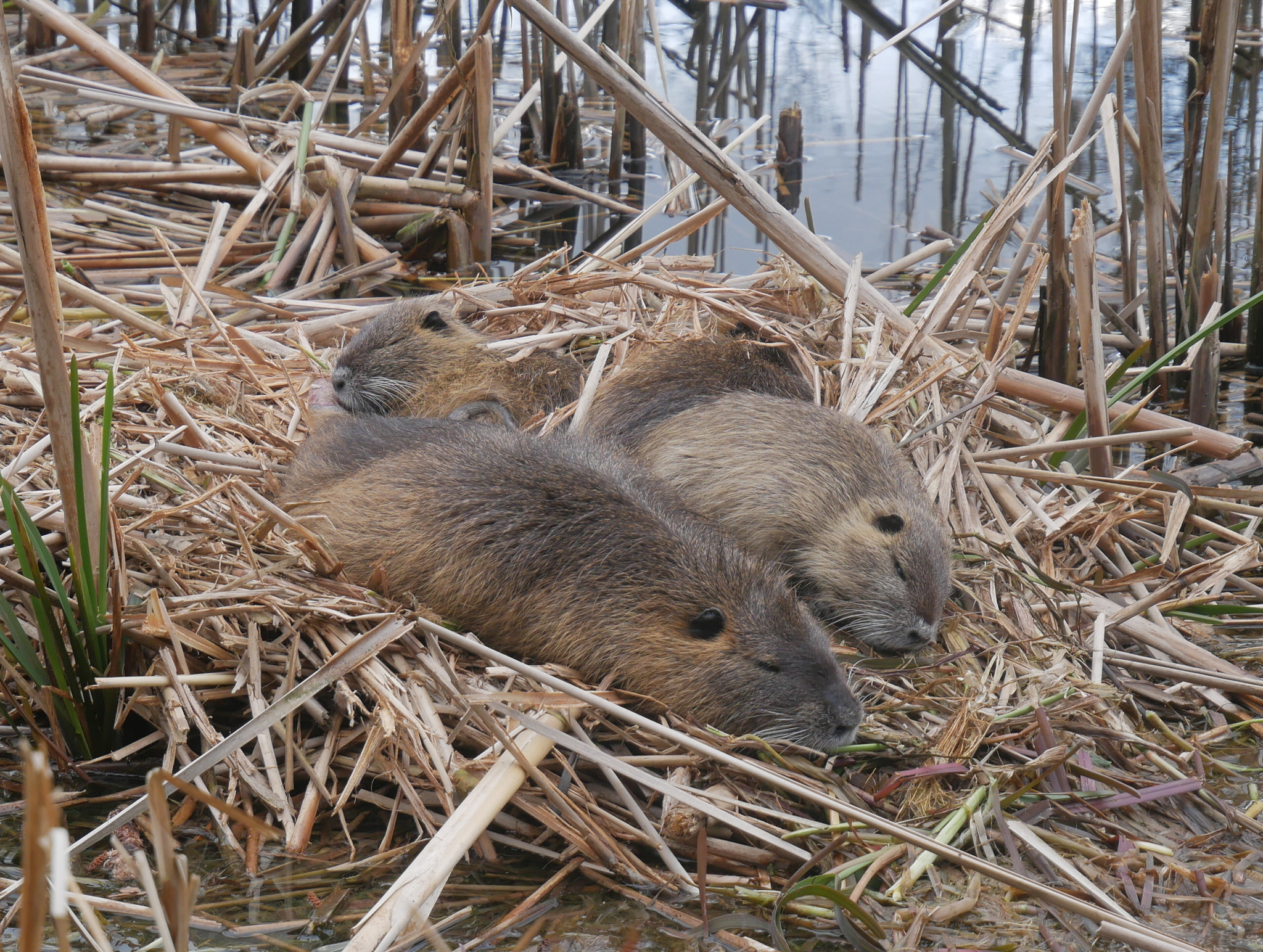
Parmi les roseaux, en Allemagne.
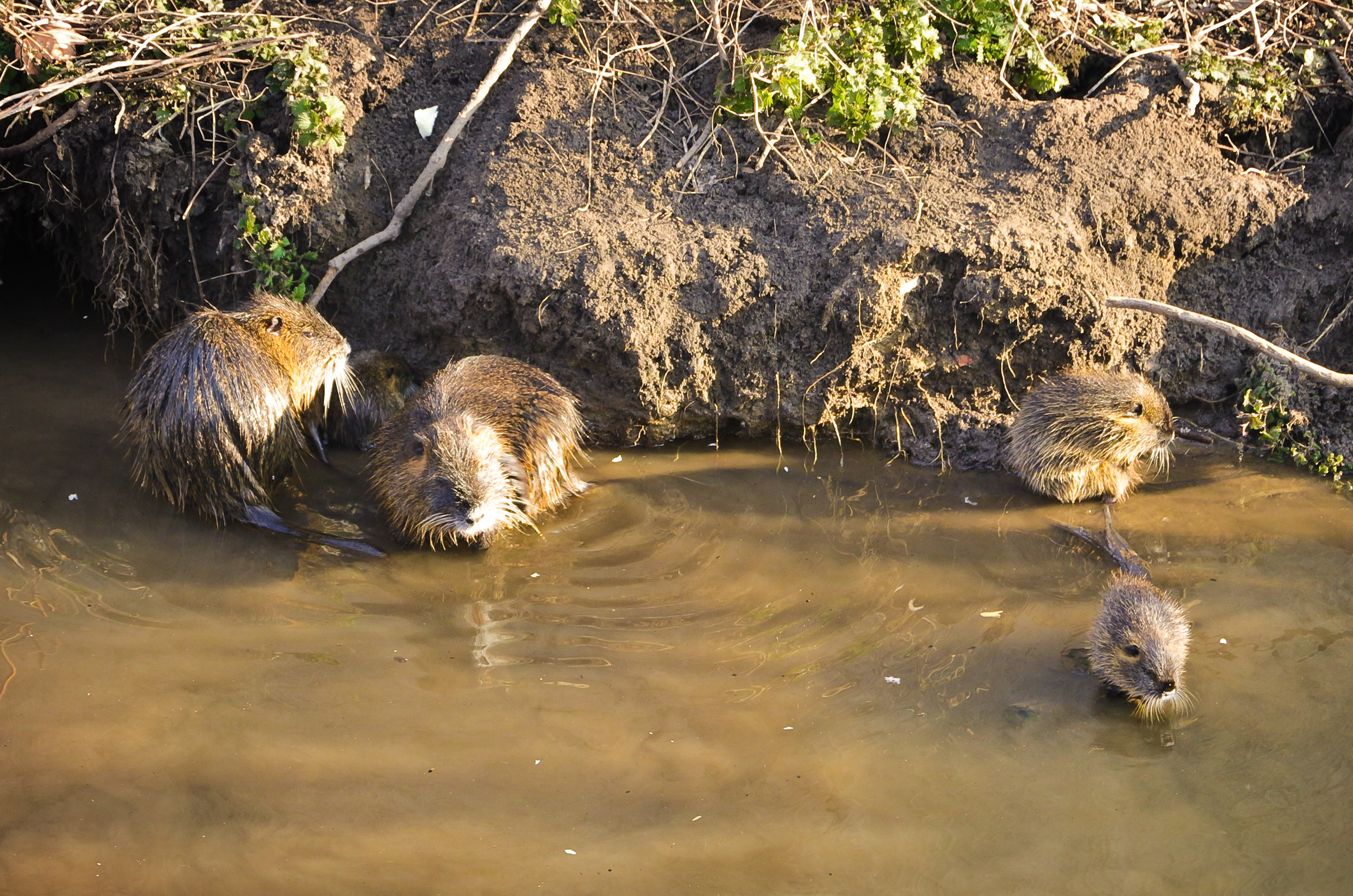
Sur une berge de terre, en Tchéquie.
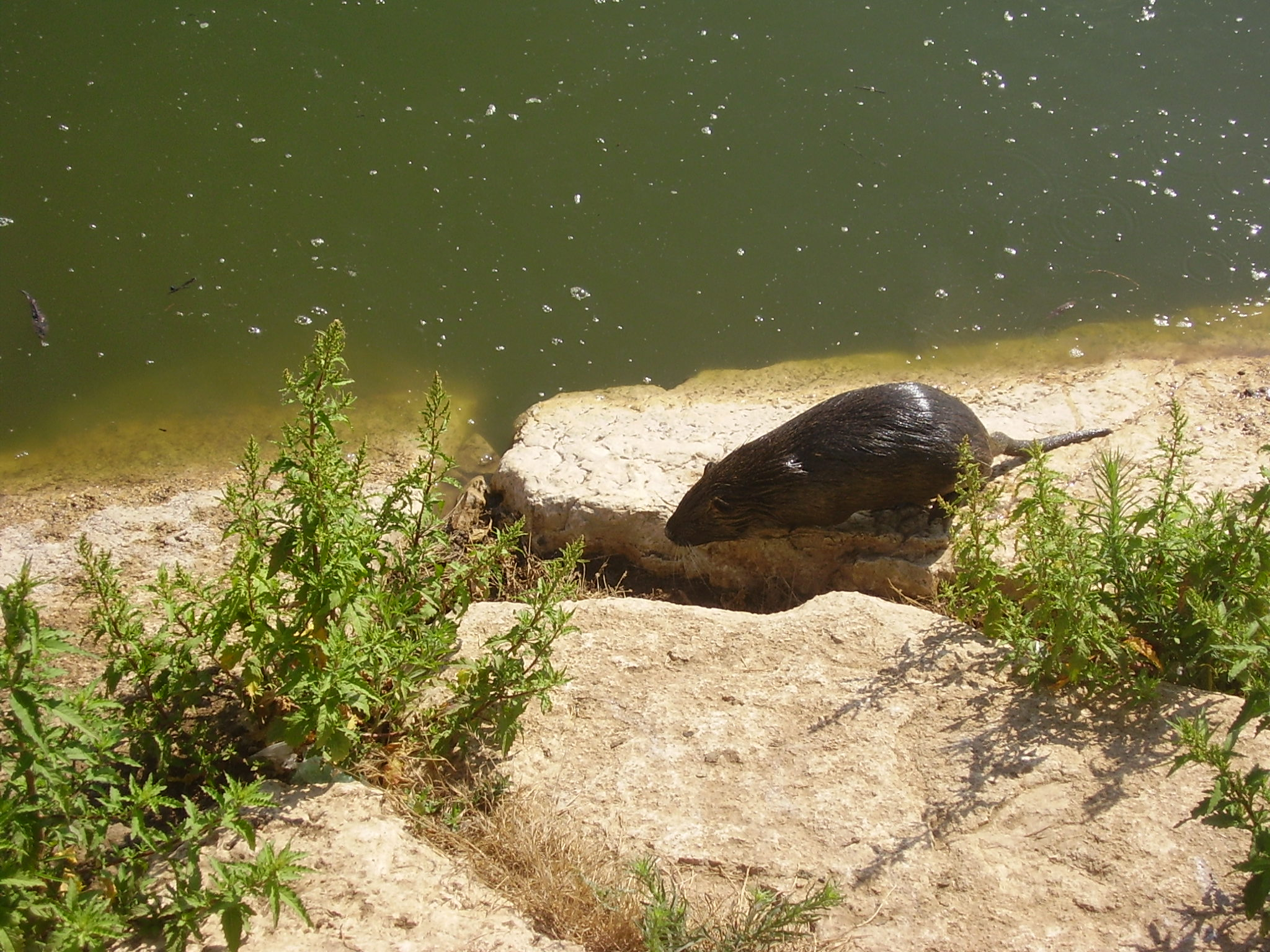
Sur une berge rocheuse, en Israël.
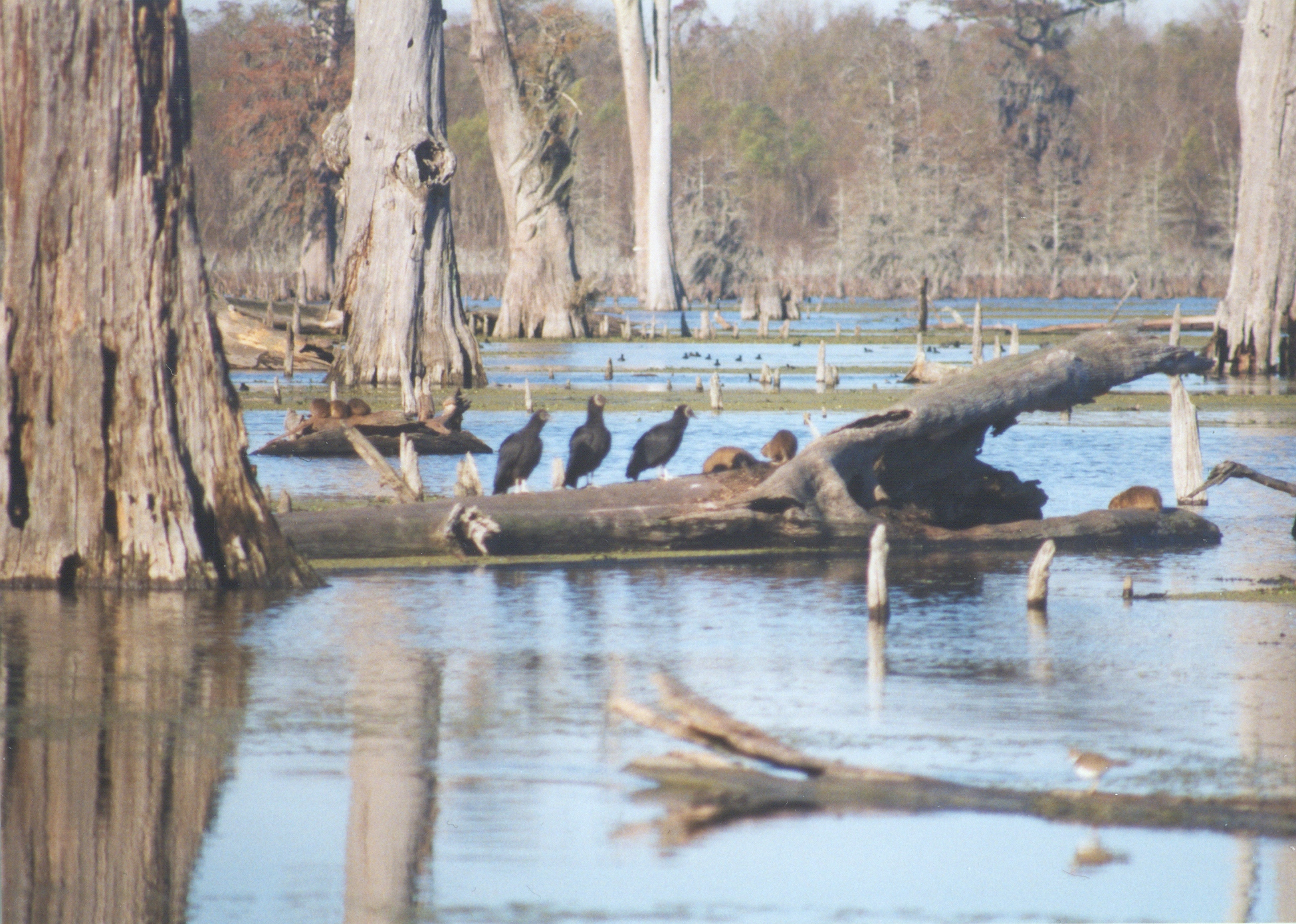
Dans un bayou de Louisiane avec des  Urubus noir, aux États-Unis.
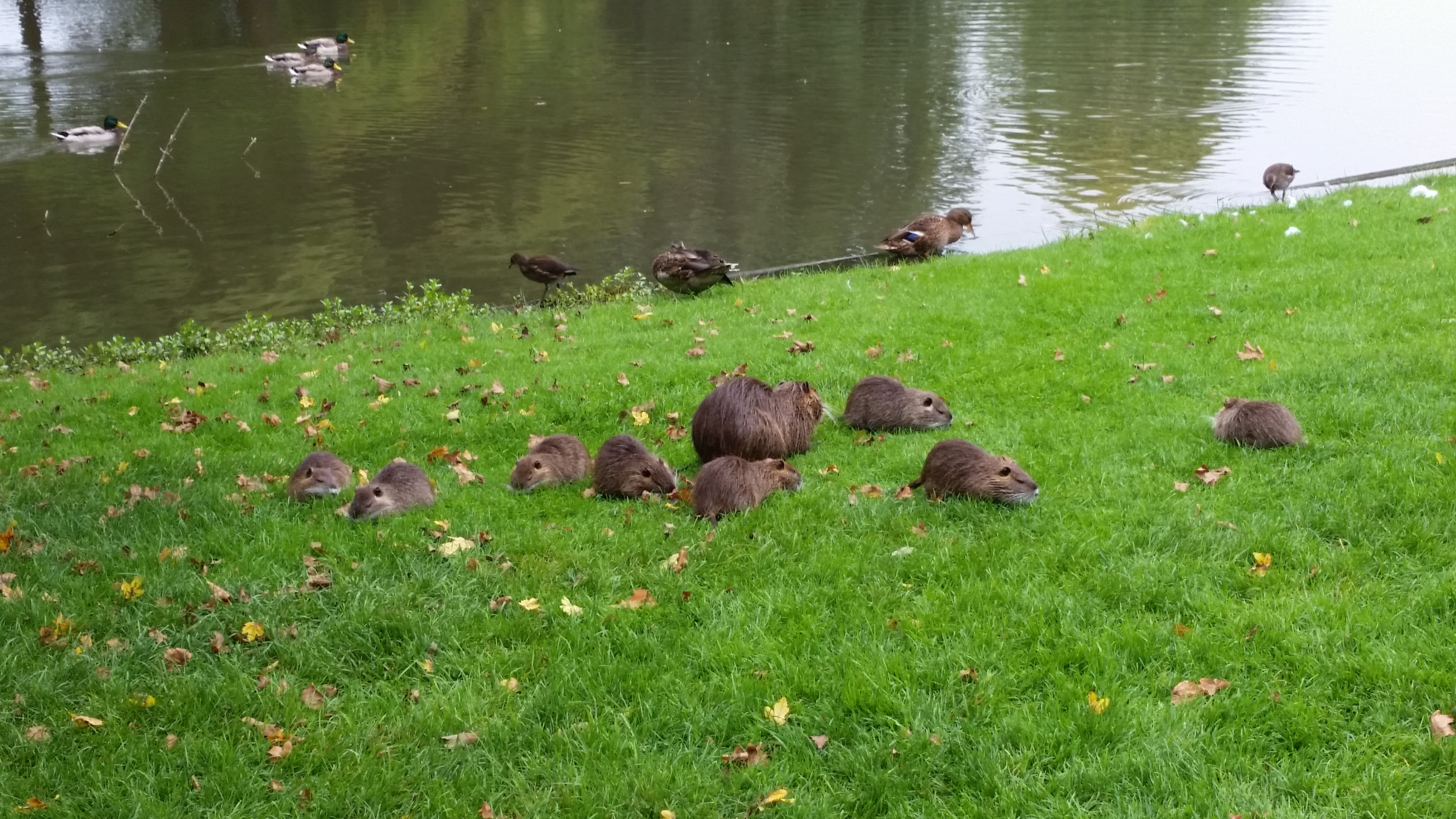
En famille sur la pelouse d'un parc, avec des canards colverts, en Allemagne.
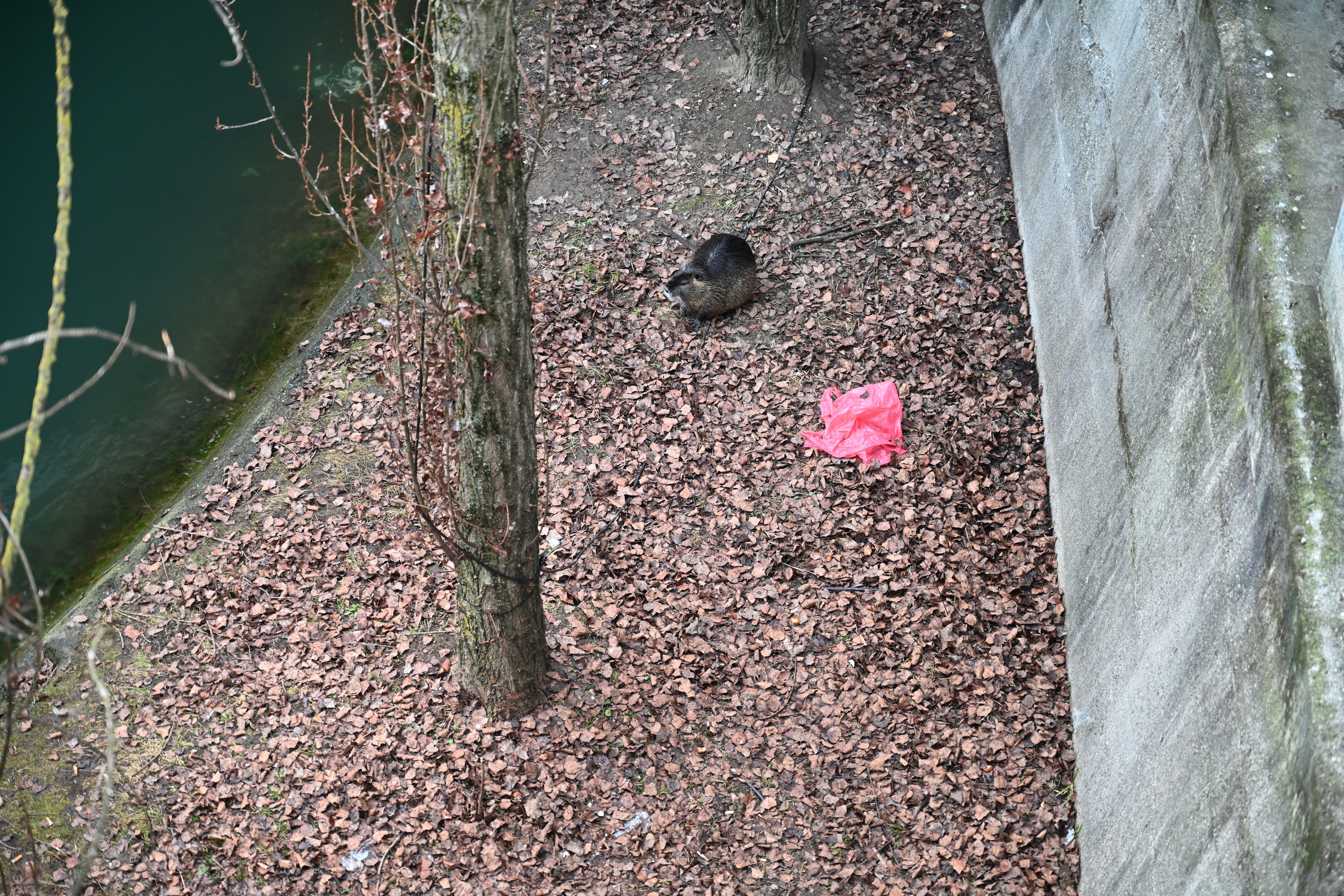
Sur les quais d'une rivière urbaine, en Slovénie.

### Régime alimentaire
Rongeur herbivore, son régime alimentaire est normalement constitué de céréales, de racines, d'herbes, de glands ou autres. Néanmoins, il s'adapte très vite aux ressources disponibles sur son territoire. Il consomme ainsi une grande quantité de Poacées, notamment des céréales comme le maïs et le blé. Majoritairement herbivore, le ragondin peut toutefois manger des moules d'eau douce et des écrevisses. Il s’alimente de graminées toute l’année. En été, il mange également des pousses de carex, des roseaux, des potamots, des rubaniers ou des sagittaires. En automne, le régime est aussi composé de fruits (nénuphars par exemple), alors qu’en hiver il consomme également des tubercules et des rhizomes. Il peut parfois manger des mollusques d’eau douce.

### Reproduction
Dans son habitat naturel, le ragondin atteint sa maturité sexuelle vers six mois, mais est mature dès deux à quatre mois en captivité. Les mâles sont actifs sexuellement toute l'année. La femelle a deux ou trois portées par an de cinq ou sept petits en moyenne. Elle les allaite pendant sept à huit semaines. Fait particulier, ses mamelles sont déportées vers les flancs au lieu d'être placées sous le ventre comme chez la plupart des mammifères, ce qui lui permet de nager avec ses petits accrochés aux tétines.

## Classification
Ce rongeur longtemps considéré comme seul représentant de la famille des Myocastoridae, fait partie des Echimyidae, ou « rats épineux », la famille de rats ayant le plus grand nombre d'espèces. Il a été parfois classé dans la sous-famille des Myocastorinés, qui malgré son nom n'est pas apparentée au castor.
- Synonyme scientifique : Myopotamus coypu[7].

## Interaction écologique

### Prédateurs
Dans leur environnement d'origine, les populations de ragondins sont régulées naturellement par leurs prédateurs, comme les caïmans et le puma.
Dans les pays où il a été introduit, le ragondin n'a aucun prédateur naturel, tout du moins à l'état adulte. Les jeunes ragondins sont parfois les proies de mammifères prédateurs comme la fouine, le renard, ou des oiseaux comme le busard des roseaux, la buse variable et la chouette effraie.

### Nuisances liées au ragondin
Le ragondin, par son mode de vie et sa qualité d'espèce envahissante, influence et transforme considérablement son habitat, et est classé parmi les nuisibles dans plusieurs pays européens, dont la France.
Il est accusé en particulier de :
- dégradation et mise à nu des berges favorisant leur érosion progressive ;
- fragilisation des fondations d’ouvrages hydrauliques[17] par le réseau de galeries ;
- dégâts causés aux cultures (céréales, maraîchage, écorçage dans les peupleraies…) ;
- menace sur certaines espèces végétales (surtout aquatiques) à cause d’une surconsommation[18] ;
- destruction des nids d'oiseaux aquatiques[19] ; des niches écologiques des  espèces migratrices et espèces sédentaires comme le canard colvert et autre type d'oiseaux aquatiques[20].
- possibilité de transmission de maladies telles que la douve du foie[21] ou la leptospirose[22].

Selon une étude publiée dans l'Ecological Society of America, le ragondin a été classé en tête des dix espèces exotiques les plus nuisibles d'Europe. À ce titre, les ragondins sont également officiellement répertoriés par le projet européen Daisie (Delivering Alien Invasive Species Inventories for Europe) parmi les 922 espèces les plus envahissantes.
En Italie, entre 1995 et 2000, malgré un plan de lutte de 3 millions d'euros, les dégâts causés par l'animal aux berges et à l'agriculture ont été estimés à 11 millions d'euros.
En France, il est inscrit officiellement sur la liste des animaux susceptibles d'être classés nuisibles. Il est également sur la liste publiée par la Commission européenne dans le cadre du règlement relatif à la prévention et à la gestion de l'introduction et de la propagation des espèces exotiques envahissantes,. Dans certaines régions, il a fait l'objet de plans de lutte collectifs, à l'échelle de dizaines de communes. Les méthodes de lutte contre le ragondin sont les mêmes que celles autorisées pour les autres espèces nuisibles : tir au fusil, tir à l'arc, piégeage, déterrage... La chasse du ragondin est autorisée toute l'année ainsi que les déterrages et le piégeage par des chasseurs ou des piégeurs agréés ce qui permet de limiter sa prolifération. L'empoisonnement avec des appâts empoisonnés avec des anticoagulants, interdit depuis 2006, a été responsable d'importantes nuisances sur l'environnement, tuant d'autres animaux et représentant un risque sanitaire pour l'homme. Ayant une nage similaire au castor, il y a parfois confusion entre les deux espèces lors de ces plans de régulation. D'après l'association Polleniz, le nombre de captures de ragondins dépasse 300 000 par an.

#### Leptospirose
Le ragondin, à l'instar d'autres petits rongeurs, peut être porteur sain de bactéries du genre leptospira, dont certaines espèces transmise à l'homme ou d'autres mammifères provoque chez eux une maladie, la leptospirose .

### Utilisation par l'homme

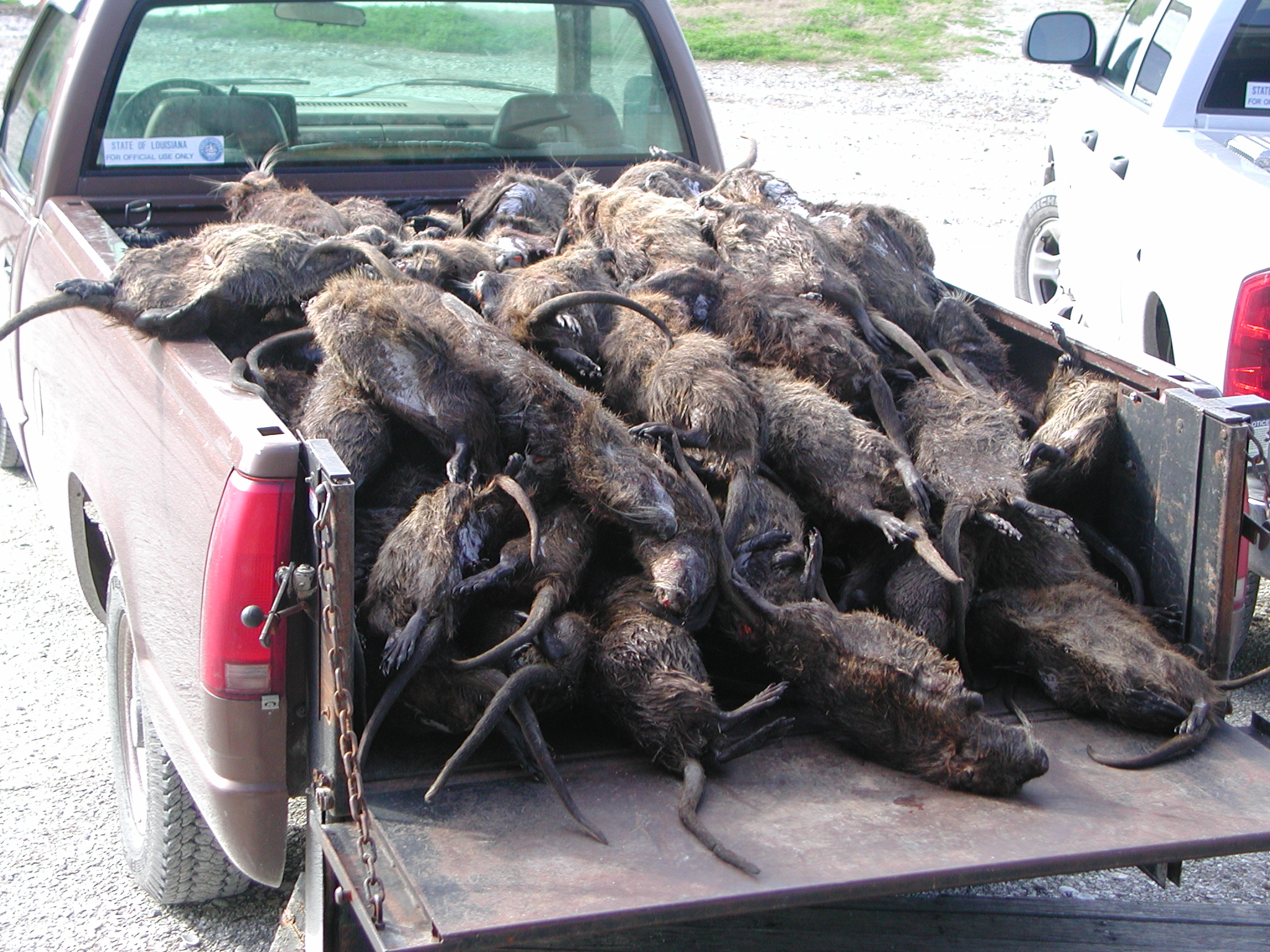
Ragondins piégés et tués dans le cadre d'un programme américain de contrôle de l'espèce. On les congèlera pour en tirer des données d’intérêt scientifique.

Le ragondin peut être élevé pour sa peau et sa viande, sous réserve de détenir le certificat de capacité. Il peut se trouver sous forme de « paté de ragondin », produit en particulier en Vendée ou en Charente-Maritime.
Au XIXe siècle, sa fourrure était utilisée dans l'habillement et la chapellerie[Comment ?] mais a rencontré peu de succès[réf. nécessaire]. Il était également introduit dans des étangs privés pour limiter le développement des plantes aquatiques sans avoir à faire recours à de la main-d’œuvre.
La compagnie américaine Marsh Dog, basée en Louisiane, utilise la viande de ragondin dans sa nourriture pour chiens.
Au Kirghizstan et en Ouzbékistan, le ragondin (Nutria en anglais, en langue locale, Нутрия) est élevé et vendu comme viande bon marché[réf. nécessaire].

## Répartition
Cet animal est originaire des régions tempérées de l'Amérique du sud. Cependant, il a été introduit pour sa fourrure dans de nombreuses autres régions, notamment l'Amérique du nord, l'Europe et le Japon. En France, l'INPN indique sa présence dans tous les départements métropolitains à l'exclusion de la Corse ainsi que du Pas-de-Calais, où sa présence est cependant suspectée quoique pas encore documentée . En novembre 2020, la présence du ragondin dans le Pas-de-Calais a été confirmée.
Présent dans seulement quelques départements français lors de son introduction, il a rapidement colonisé toute la France continentale. Il est maintenant présent dans toutes les régions du Sud de la France (et notamment en Lot-et-Garonne, Tarn, Tarn-et-Garonne, Haute-Garonne, Hautes-Pyrénées, Pyrénées-Orientales, Aude, Hérault, Gard, Bouches-du-Rhône, Vaucluse, Var…) et on le trouve également en abondance dans certaines régions plus au nord : la Normandie (marais du Cotentin, vallée de la Seine), l'Île-de-France (canal de l'Ourcq, étangs de Vélizy, parc du Château de Versailles - Hameau de la Reine), le Centre, la Bourgogne-Franche-Comté et le Grand-Est.

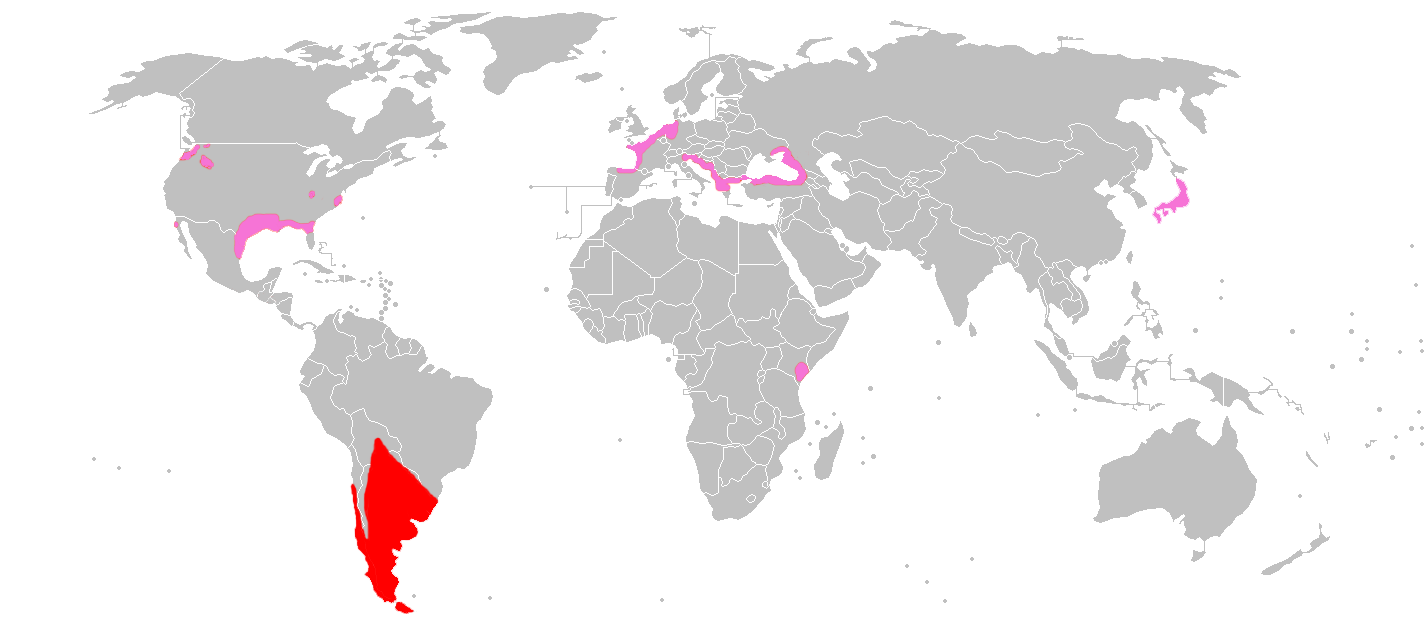
habitat natif
zone d'introduction